# 印象
| ウィキペディアには「印象」という見出しの百科事典記事はありません（タイトルに「印象」を含むページの一覧/「印象」で始まるページの一覧）。 代わりにウィクショナリーのページ「印象」が役に立つかもしれません。 |